# Christof Lauer

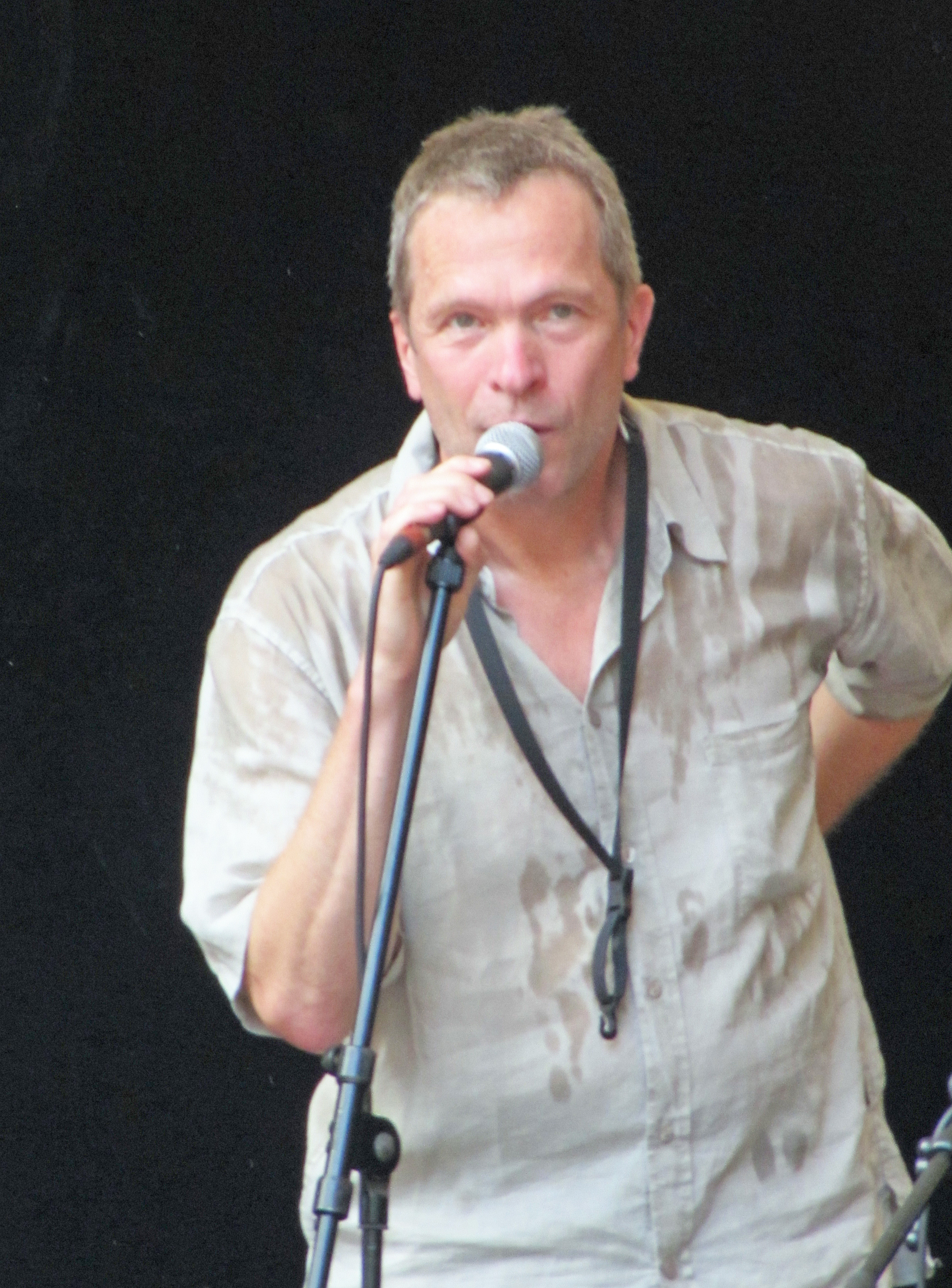
Christof Lauer in Frankfurt am Main (2010)

Christof Lauer (Melsungen, Hessen, 25 mei 1953) is een Duitse jazzmuzikant. Hij speelt tenor- en sopraansaxofoon en is componist. Hij behoort tot de belangrijkste Europese jazzsaxofonisten.

## Biografie
Lauer, afkomstig uit een pastoorsfamilie, leerde vanaf zijn zesde pianospelen, tevens kreeg hij als kind cello-les. Dit laatste instrument studeerde hij uiteindelijk aan Hoch'schen Konservatorium in Frankfurt am Main. In 1971 stapte hij over op de tenorsaxofoon en van 1972 tot 1974 studeerde hij jazz aan de Hochschule für Musik und darstellende Kunst Graz, bij Dieter Glawischnig. Hierna was hij lid in het 'Erich Kleinschuster Sextett'.
In 1978 keerde Christof Lauer naar Frankfurt terug. Hij  werd in 1979 lid van het Jazz-Ensembles des Hessischen Rundfunks en nam in de groep Voices (met Heinz Sauer, Bob Degen en Ralf Hübner) de plaats in van Günter Kronberg. In 1993 speelde Lauer als solist in de NDR Bigband en in 1994 werd hij lid van het United Jazz and Rock Ensemble, als vervanger van Charlie Mariano. In 1996 kreeg hij een plek in het kwintet van Albert Mangelsdorff.
Lauer werd in zijn muzikale ontwikkeling stevig beïnvloed door Free Jazz en de muziek van John Coltrane. Ook saxofonisten als Stan Getz en Albert Ayler hadden invloed op hem. 
Sinds 1990 verschijnt van hem  regelmatig een CD. Hij maakte albums met onder andere Michel Godard en is te horen op albums van onder meer Carla Bley, George Gruntz, Jean-François Jenny-Clark, Mike Gibbs en Phil Wilson.

## Prijzen en onderscheidingen (selectie)
- 1986 Jazzpreis van Südwestfunk (tegenwoordig Südwestrundfunk)
- 2005 Hessischer Jazzpreis.
- 2015 ECHO Jazz voor zijn plaat Petite Fleur (categorie: Bigband-album van het jaar)

## Discografie (selectie)

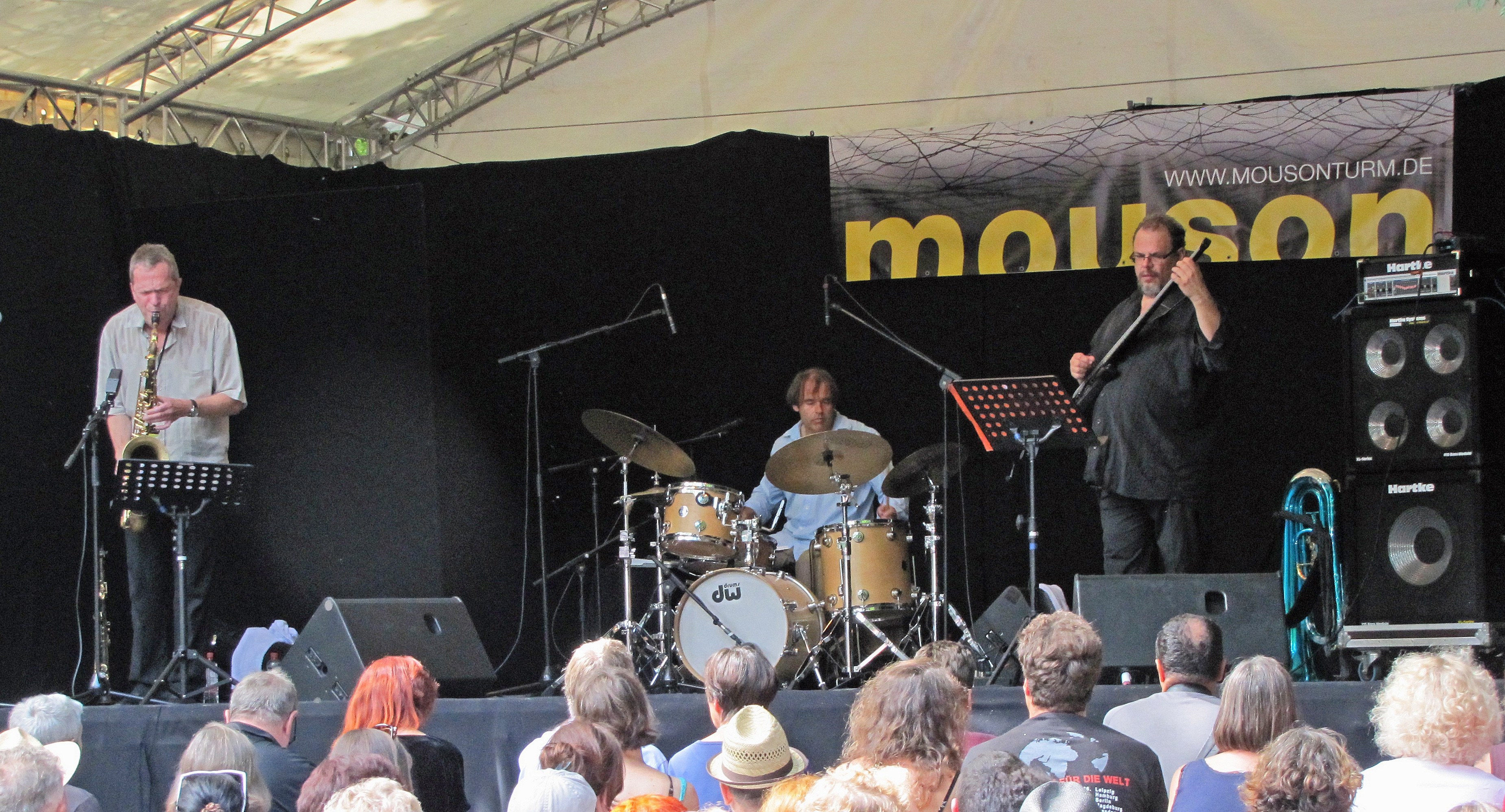
Met Patrice Héral en Michel Godard, 2010

- 1990 Christof Lauer (met Joachim Kühn, Palle Danielsson en Peter Erskine), Jahrespreis der Deutschen Schallplattenkritik
- 1994 Evidence (Franse onderscheiding: 'Choc de L'Année'),
- 1999 Fragile Network
- 1999 Kudsi Ergüner Ottomania
- 2001 Christof Lauer/Jens Thomas Shadows in the Rain
- 2003 Heaven
- 2003 Christof Lauer/Jens Thomas Pure Joy
- 2006 Blues in Mind (met Michel Godard en Gary Husband)
- 2011 Out of Print, duoplaat met Eric Watson, (Outnote Records)
- 2014 Play Sidney Bechet Petite Fleur met NDR Bigband  (ACT)
- 2015  Gerardo Nuñez, Ulf Wakenius, Chano Domínguez, Ramón Valle Trio, Christof Lauer, Cepillo* - Jazzpaña Live (ACT)